# Bryan Bouffier
Bryan Bouffier (Die, 1º dicembre 1978) è un pilota di rally francese.

## Carriera
Fino al 2006 ha disputato diverse stagioni nei campionati nazionali principalmente alla guida di una Peugeot 206 S1600, con la quale ha preso parte anche ad alcune tappe del campionato europeo e all'Intercontinental Rally Challenge.
Nel 2007, nel 2008 e nel 2009 ha vinto il campionato rally della Polonia, nei primi due anni a bordo di una Peugeot 207 S2000 del team Peugeot Sport Polska e nel terzo con una Mitsubishi Lancer Evolution del team Malkom Rally. Nel 2010 ha vinto il titolo nazionale francese sempre a bordo di una Peugeot 207 S2000.
Nel 2011 ha preso parte all'intero programma del campionato IRC con il team ufficiale Peugeot France, con cui, sempre a bordo di una Peugeot 207 S2000, ha vinto il rally di Monte Carlo piazzandosi sesto nella classifica finale.
Per quanto riguarda il mondiale ha debuttato nel rally di Sardegna del 2007, mentre nel 2013 a Monte Carlo, alla guida di una Citroën DS3 WRC, ha ottenuto il quinto posto assoluto e i primi punti iridati.
Nel 2014 sempre al Rally di Montecarlo, si è piazzato secondo assoluto al volante di una Ford Fiesta WRC gestita dalla M-Sport di Malcolm Wilson.
Questo risultato ha impressionato il team Hyundai (al debutto nel 2014) il quale lo ha ingaggiato per due gare: il Rally di Germania e il Rally di Francia-Alsazia terminati rispettivamente con un ritiro e con un nono posto.
Per la stagione 2015, trovandosi privo di contratto nel WRC, partecipa ancora al campionato polacco con una Ford Fiesta Proto terminando al secondo posto e 
vincendo comunque tre gare.
Nel 2016 prende il via in alcune gare del campionato europeo, chiuso con un quarto posto nella classifica generale con una Citroen DS3 R5 del team Gemini
Clinic Rally Team.
Visti i positivi risultati ottenuti nell'europeo, decide di parteciparvici a tempo pieno nel 2017. Si aggiudica due gare tra cui il Rally di Roma Capitale e conclude la stagione al terzo posto dietro al portoghese Bruno Magalhaes e al campione polacco Kajetan Kajetanowicz.
Per la stagione 2018, Bouffier è stato ingaggiato dalla M-Sport Ford World Rally Team come terzo pilota per due appuntamenti mondiali: il Rally di Monte Carlo e il Tour de Corse, affiancando quindi il pentacampione Sébastien Ogier e il gallese Elfyn Evans senza ottenere buoni piazzamenti.

## Vittorie nel WRC-3
| Nº | Anno | Rally                | Copilota       | Vettura         |
| -- | ---- | -------------------- | -------------- | --------------- |
| 1  | 2013 | Rally del Portogallo | Xavier Panseri | Citroën DS3 R3T |

## Risultati nel mondiale rally

### WRC
| 2007 | Scuderia | Vettura       |  |  |  |  |  |  |    |  |  |  |  |  |  |  |  |  | Punti | Pos. |
| ---- | -------- | ------------- |  |  |  |  |  |  | -- |  |  |  |  |  |  |  |  |  | ----- | ---- |
| 2007 | PH Sport | Citroën C2 R2 |  |  |  |  |  |  | 29 |  |  |  |  |  |  |  |  |  | 0     |      |

| 2012 | Scuderia | Vettura           |    |  |  |  |  |  |  |  |  |  |  |  |  |  |  |  | Punti | Pos. |
| ---- | -------- | ----------------- | -- |  |  |  |  |  |  |  |  |  |  |  |  |  |  |  | ----- | ---- |
| 2012 |          | Peugeot 207 S2000 | 15 |  |  |  |  |  |  |  |  |  |  |  |  |  |  |  | 0     |      |

| 2013 | Scuderia    | Vettura                        |   |  |  |    |  |  |    |  |  |  |  |  |     |  |  |  | Punti | Pos. |
| ---- | ----------- | ------------------------------ | - |  |  | -- |  |  | -- |  |  |  |  |  | --- |  |  |  | ----- | ---- |
| 2013 | Delta Rally | Citroën DS3 WRC Citroën DS3 R3 | 5 |  |  | 13 |  |  | 31 |  |  |  |  |  | Rit |  |  |  | 10    | 14º  |

| 2014 | Scuderia                     | Vettura                                           |   |  |  |  |  |  |    |  |     |  |   |  |  |  |  |  | Punti | Pos. |
| ---- | ---------------------------- | ------------------------------------------------- | - |  |  |  |  |  | -- |  | --- |  | - |  |  |  |  |  | ----- | ---- |
| 2014 | M-Sport Hyundai Motorsport N | Ford Fiesta RS WRC Hyundai i20 WRC Ford Fiesta R5 | 2 |  |  |  |  |  | 14 |  | Rit |  | 9 |  |  |  |  |  | 20    | 12º  |

| 2015 | Scuderia | Vettura                            |     |  |  |  |  |  |  |  |     |  |   |  |  |  |  |  | Punti | Pos. |
| ---- | -------- | ---------------------------------- | --- |  |  |  |  |  |  |  | --- |  | - |  |  |  |  |  | ----- | ---- |
| 2015 | M-Sport  | Ford Fiesta RS WRC Peugeot 208 T16 | Rit |  |  |  |  |  |  |  | Rit |  | 8 |  |  |  |  |  | 4     | 23º  |

| 2016 | Scuderia | Vettura                           |     |  |  |  |  |  |  |  |  |  |     |  |  |  |  |  | Punti | Pos. |
| ---- | -------- | --------------------------------- | --- |  |  |  |  |  |  |  |  |  | --- |  |  |  |  |  | ----- | ---- |
| 2016 | M-Sport  | Ford Fiesta RS WRC Citroën DS3 R5 | Rit |  |  |  |  |  |  |  |  |  | Rit |  |  |  |  |  | 0     |      |

| 2017 | Scuderia                 | Vettura        |    |  |  |  |  |  |  |  |  |  |     |  |  |  |  |  | Punti | Pos. |
| ---- | ------------------------ | -------------- | -- |  |  |  |  |  |  |  |  |  | --- |  |  |  |  |  | ----- | ---- |
| 2017 | Gemini Clinic Rally Team | Ford Fiesta R5 | 10 |  |  |  |  |  |  |  |  |  | Rit |  |  |  |  |  | 1     | 25º  |

| 2018 | Scuderia     | Vettura         |   |  |  |     |  |  |  |  |  |  |  |  |  |  |  |  | Punti | Pos. |
| ---- | ------------ | --------------- | - |  |  | --- |  |  |  |  |  |  |  |  |  |  |  |  | ----- | ---- |
| 2018 | M-Sport Ford | Ford Fiesta WRC | 8 |  |  | Rit |  |  |  |  |  |  |  |  |  |  |  |  | 4     | 19º  |

| 2024 | Scuderia | Vettura                |    |  |  |  |  |  |  |  |  |  |  |  |  |  |  |  | Punti | Pos. |
| ---- | -------- | ---------------------- | -- |  |  |  |  |  |  |  |  |  |  |  |  |  |  |  | ----- | ---- |
| 2024 |          | Toyota GR Yaris Rally2 | 55 |  |  |  |  |  |  |  |  |  |  |  |  |  |  |  | 0     |      |

| Legenda | 1º posto | 2º posto | 3º posto | A punti | Senza punti | Ritirato | Squalificato | NP=Non partito C=Gara cancellata | Apice=Power stage |

### WRC-2
| 2017 | Scuderia                 | Vettura        |   |  |  |  |  |  |  |  |  |  |     |  |  |  |  |  | Punti | Pos. |
| ---- | ------------------------ | -------------- | - |  |  |  |  |  |  |  |  |  | --- |  |  |  |  |  | ----- | ---- |
| 2017 | Gemini Clinic Rally Team | Ford Fiesta R5 | 3 |  |  |  |  |  |  |  |  |  | Rit |  |  |  |  |  | 15    | 22º  |

| 2024 | Scuderia | Vettura                |    |  |  |  |  |  |  |  |  |  |  |  |  |  |  |  | Punti | Pos. |
| ---- | -------- | ---------------------- | -- |  |  |  |  |  |  |  |  |  |  |  |  |  |  |  | ----- | ---- |
| 2024 |          | Toyota GR Yaris Rally2 | 18 |  |  |  |  |  |  |  |  |  |  |  |  |  |  |  | 0     |      |

| Legenda | 1º posto | 2º posto | 3º posto | A punti | Senza punti | Ritirato | Squalificato | NP=Non partito C=Gara cancellata | Apice=Power stage |

### WRC-3
| 2013 | Scuderia    | Vettura         |  |  |  |   |  |  |   |  |  |  |  |  |     |  |  |  | Punti | Pos. |
| ---- | ----------- | --------------- |  |  |  | - |  |  | - |  |  |  |  |  | --- |  |  |  | ----- | ---- |
| 2013 | Delta Rally | Citroën DS3 R3T |  |  |  | 1 |  |  | 8 |  |  |  |  |  | Rit |  |  |  | 29    | 6º   |

| Legenda | 1º posto | 2º posto | 3º posto | A punti | Senza punti | Ritirato | Squalificato | NP=Non partito C=Gara cancellata | Apice=Power stage |

### Junior WRC
| 2007 | Scuderia | Vettura       |  |  |  |  |  |  |   |  |  |  |  |  |  |  |  |  | Punti | Pos. |
| ---- | -------- | ------------- |  |  |  |  |  |  | - |  |  |  |  |  |  |  |  |  | ----- | ---- |
| 2007 | PH Sport | Citroën C2 R2 |  |  |  |  |  |  | 7 |  |  |  |  |  |  |  |  |  | 2     | 20º  |

| Legenda | 1º posto | 2º posto | 3º posto | A punti | Senza punti | Ritirato | Squalificato | NP=Non partito C=Gara cancellata | Apice=Power stage |